# Пружанська сільська рада
Пружанська сільська́ ра́да (біл. Пружанскі сельсавет) — адміністративно-територіальна одиниця у складі Пружанського району Берестейської області Білорусі. Адміністративний центр — місто Пружани (не входить до складу).

## Склад
Населені пункти, що підпорядковувалися сільській раді станом на 2009 рік:
| Населений пункт | Тип    | Населення, осіб (2009) |
| --------------- | ------ | ---------------------- |
| Арабники        | село   | 184                    |
| Білоусовщина    | село   | 451                    |
| Великі Яковичі  | село   | 155                    |
| Бузуни          | село   | 22                     |
| Городняни       | село   | 196                    |
| Жадени          | село   | 139                    |
| Каштановка      | село   | 59                     |
| Ляхи            | село   | 39                     |
| Малі Яковичі    | село   | 55                     |
| Огородники      | село   | 4                      |
| Плебанці        | село   | 169                    |
| Поліново        | хутір  | 2                      |
| Поросляни       | село   | 132                    |
| Семенча-1       | село   | 29                     |
| Семенча-2       | село   | 51                     |
| Слобудка        | село   | 973                    |
| Слонимці        | село   | 530                    |
| Сонечний        | селище | 395                    |

## Населення
За переписом населення Білорусі 2009 року чисельність населення сільської ради становила 3585 осіб.

### Національність
Розподіл населення за рідною національністю за даними перепису 2009 року:
| Національність                | Осіб | Відсоток |
| ----------------------------- | ---- | -------- |
| білоруси                      | 2940 | 82,01 %  |
| росіяни                       | 369  | 10,29 %  |
| українці                      | 204  | 5,69 %   |
| поляки                        | 40   | 1,12 %   |
| молдовани                     | 10   | 0,28 %   |
| татари                        | 6    | 0,17 %   |
| литовці                       | 4    | 0,11 %   |
| узбеки                        | 2    | 0,06 %   |
| мордва                        | 2    | 0,06 %   |
| вірмени                       | 1    | 0,03 %   |
| німці                         | 1    | 0,03 %   |
| удмурти                       | 1    | 0,03 %   |
| фіни                          | 1    | 0,03 %   |
| вепси                         | 1    | 0,03 %   |
| інша національність           | 1    | 0,03 %   |
| національність не повідомлена | 1    | 0,03 %   |
| національність не вказана     | 1    | 0,03 %   |
| Разом                         | 3585 | 100 %    |